# هورس کریک (داکوتای جنوبی)
هورس کریک (به انگلیسی: Horse Creek) یک منطقهٔ مسکونی در ایالات متحده آمریکا است که در داکوتای جنوبی واقع شده‌است. هورس کریک ۲٫۴۶ کیلومتر مربع مساحت و ۱۸۷ نفر جمعیت دارد و ۶۴۲ متر بالاتر از سطح دریا واقع شده‌است.